# Schwachschnabeluhu
Der Schwachschnabeluhu (Ketupa leucosticta, Synonym: Bubo leucostictus), auch Käferuhu oder Gelbfuß-Uhu genannt, ist eine Art aus der Familie der eigentlichen Eulen. Er kommt ausschließlich in West- und Zentralafrika vor.

## Merkmale
Mit einer Körpergröße von 40 bis 46 Zentimetern ist der Schwachschnabeluhu eine verhältnismäßig kleine Uhuart. Die Körperoberseite ist dunkel und fein gefleckt. Die Federohren sind sehr auffallend. Die Augen sind grünlich gelb. Die Körperunterseite ist blassbraun und sowohl gefleckt als auch gestreift. Die Krallen sind verhältnismäßig schwach ausgebildet. Innerhalb des Verbreitungsgebietes ist der Schwachschnabeluhu die einzige Art, die gelbe Augen hat.

Verbreitung des Schwachschnabeluhus. Achtung: Die Karte zeigt nicht das tatsächliche Verbreitungsgebiet, sondern nur die Länder, aus denen Vorkommen bekannt sind.

Verwechslungsmöglichkeiten bestehen mit dem Grauuhu. Diese Art ist jedoch auf der Unterseite sehr fein gefleckt. Der Bindenuhu und der Blassuhu, die beide im Verbreitungsgebiet des Schwachschnabeluhus vorkommen, sind deutlich größer.

## Verbreitung und Lebensraum
Der Schwachschnabeluhu kommt in Westafrika von Guinea, Sierra Leone, Liberia, der Elfenbeinküste, Ghana und Nigeria bis nach Kamerun und Kongo sowie dem Nordwesten von Angola vor. Die Art ist ein Standvogel, der überwiegend Regenwälder der Tiefebenen besiedelt. Neben Primärwäldern kommt er auch in alten Sekundärwäldern vor.

## Lebensweise
Der Schwachschnabeluhu ist nacht- und dämmerungsaktiv. Die größte Aktivität zeigt er in mondhellen Nächten. Er übertagt überwiegend im Blattwerk großer Bäume und sitzt meist auf Zweigen in der oberen Baumkrone. Paare übertagen gelegentlich gemeinsam. Das Nahrungsspektrum besteht überwiegend aus großen Insekten wie Käfern, Zikaden und Kakerlaken.
Die Fortpflanzungsbiologie ist bislang noch nicht hinreichend untersucht. Offensichtlich variiert die Fortpflanzungszeit jedoch in Abhängigkeit vom Standort. Nach bisherigen Erkenntnissen nistet er häufig am Boden.

## Belege

### Einzelbelege
1. ↑  König et al., S. 340.
2. ↑  König et al., S. 341.